# Some Girls
Some Girls —en español: Algunas Chicas— es el decimocuarto en el Reino Unido y decimosexto en los Estados Unidos álbum de estudio de la banda de rock británico The Rolling Stones, publicado en 1978. Alcanzó el puesto #1 en el Billboard 200 y se convirtió en uno de los álbumes de la banda de mayor ventas en Estados Unidos y ha sido certificado por la RIAA por tener 6 millones de copias vendidas a partir del 2000. 
El álbum es una combinación del rock, Rhythm and Blues y el blues clásico de los Stones con las dos nuevas tendencias de mediados de la década de los 70: la música disco y el punk rock. Fue un gran éxito en ventas y difusión llevándolo a ser el único álbum de The Rolling Stones nominado al Grammy en la categoría de mejor álbum del año. Fue un gran éxito, con muchos críticos llamándolo un clásico y su mejor álbum desde Exile on Main St. de 1972.
En el 2020 el álbum fue ubicado en la lista de los 500 mejores álbumes de todos los tiempos de la revista especializada Rolling Stone, donde ocupa el puesto 468.

## Historia

### Antecedentes
Este disco sale a la venta en pleno nacimiento del punk rock y con la carga de sus últimos álbumes, que, a pesar de su éxito comercial, carecían de la calidad presentada por discos anteriores como Beggars Banquet, Let It Bleed, Sticky Fingers o Exile on Main St.. Es un momento especialmente crítico para la banda, considerada por una buena parte de la sociedad y de los nuevos músicos emergentes como un grupo de "dinosaurios". Mick Jagger se sintió vigorizado por las provocaciones y estaba decidido a responderlas líricamente. Sin embargo, muchos punks idolatraban a los Stones en la década de 1960 y fueron fuertemente influenciados por los registros rebeldes de la banda en esa época.
Tal vez lo único que trajo aires nuevos a la banda fue el ingreso de Ron Wood, quien ya había demostrado su talento en The Faces y en Black and Blue a la titularidad, después de la marcha de Mick Taylor. Aunque Wood carecía del virtuosismo de Taylor lo compensaba con una gran dinámica y energía, lo que le convirtió en un compañero ideal para Richards y su pedal steel que sería uno de los sellos significativos de la banda, como se puede comprobar a lo largo del disco. Otra contribución para el álbum fue la de Jagger en la guitarra, que había aprendido a tocar durante la década pasada, y que sirvió de tercera cuerda en varias de las canciones de este disco. Esta novedad se deja ver en la canción «Respectable», que tiene el sonido de tres cuerdas que utilizaban comúnmente los grupos de punk.

### Grabación y controversia
Se cree que Jagger fue el principal motor creador de la banda para este disco, ya que Richards tuvo problemas legales, por posesión de drogas, durante gran parte de 1977, lo que provocó que la banda estuviera inactiva en el circuito de giras durante ese año, a excepción de dos actuaciones en Canadá durante la primavera para el álbum en directo Love You Live. Aunque este punto no esté muy claro, lo que sí se sabe es que Jagger se inspiró en Nueva York, en una época en la cual la música disco estaba en su esplendor y el punk todavía en sus primeros pasos. 
Estas influencias se pueden apreciar claramente en canciones como «Miss You» y la antes citada «Respectable». Por primera vez desde Beggars Banquet de 1968, la banda base — ahora Jagger, Richards, Wood, Charlie Watts y Bill Wyman — serían los únicos músicos en un álbum, con algunos colaboradores extras. Ian McLagan, compañero de Wood en la época con The Faces, tocó teclados, Sugar Blue contribuyó con la armónica en varias canciones, el saxofonista Mel Collins y Simon Kirke como percusionista (los tres humorísticamente acreditados como: "1 Marroquí, 1 Judío, 1 WASP"). Las contribuciones en guitarra de Jagger causaron que el mánager de la banda, Ian Stewart, estuviera ausente en muchas de las sesiones. Una seria preocupación fue el tema de Keith Richards y su muy publicitada posesión de heroína en Toronto, Ontario, en el año 1977, resultando en una posibilidad de que fuera encarcelado por años. Sin embargo, fue condenado muy a la ligera y finalmente se le ordenó realizar un espectáculo de caridad para el Canadian National Institute for the Blind.
Fue grabado en los estudios Pathé Marconi de París, Francia en dos etapas, la primera de octubre a diciembre de 1977 y la otra de enero a marzo de 1978 con la producción de los líderes de la agrupación Mick Jagger y Keith Richards, acreditados bajo el seudónimo The Glimmer Twins. Fue lanzado el 9 de junio por el propio sello discográfico de grupo Rolling Stones Records y distribuido en los Estados Unidos por Atlantic Records. Los Rolling Stones terminaron grabando unas cincuenta nuevas canciones, varias de las cuales aparecerían en formas alteradas en Emotional Rescue y Tattoo You. Estas sesiones han servido como fuente principal de muchas compilaciones de contrabando durante muchos años. El ingeniero para las sesiones fue Chris Kimsey, cuyo planteamiento de grabación fue inspirado en el sonido denso de Goats Head Soup y It's Only Rock 'n' Roll. El método directo de Kimsey en la grabación, produjo un sonido de guitarra brillante, directo y agresivo. De hecho, ha habido pocas sesiones de los Stones tan ampliamente pirateadas como estas. A diferencia de otros discos anteriores, Some Girls no incluye coros femeninos ni arreglos de vientos, algo que Richards optó por dejar de lado ante el avance del movimiento punk.
Hubo cierta controversia por la letra de la canción Some Girls, una reflexión ampliada sobre mujeres de varias nacionalidades y razas. La línea "sólo quiero chicas negras que te jodan toda la noche" atrajo fuertes protestas de varios grupos, incluyendo de la organización PUSH de Jesse Jackson. La canción en realidad es una parodia a las actitudes racistas. El miembro del elenco de Saturday Night Live, Garrett Morris, tendría la última palabra sobre la controversia en el segmento Weekend Update: después de dar la impresión de que iba a criticar abiertamente a los Stones, citó una versión saneada de la línea "Black girls just...", luego declarado "tengo algo que decir a usted, señor Mick Jagger... Dónde están esas mujeres?".

## Arte y embalaje
La carátula del álbum para Some Girls fue diseñado por Peter Corriston, quien diseñaría las siguientes tres portadas, con ilustraciones de Hubert Kretzschmar. Un diseño elaborado, con colores que varían en diferentes mangas y que podía deslizarse, presentaba a los Rolling Stones con celebridades femeninas selectas y anuncios de lencería. La cubierta inmediatamente se topó con problemas cuando Lucille Ball, Farrah Fawcett, Liza Minnelli (representando a su madre Judy Garland), Raquel Welch y la finca de Marilyn Monroe amenazaban a acciones legales. Del mismo modo, Valmor realizó acciones legales y se les dio un premio monetario por el uso de su diseño.
El álbum fue reeditado rápidamente con una cubierta revisada que quita a todas las celebridades que se habían quejado o no y fueron reemplazadas con colores chillones estilo punk y negro con la frase de "Perdonen nuestro aspecto". Jagger se disculpó más tarde con Minnelli cuando le encontró durante una fiesta en la famosa discoteca Studio 54. La única celebridad cuya cara no fue removida fue el ex Beatle George Harrison. Al igual que con el diseño original, los esquemas de color en las mangas rediseñadas variaron en diferentes mercados.
También existío una tercera versión de la carátula del álbum con mujeres dibujadas a mano (se encuentran en la reedición en CD de 1986). Una cuarta versión que incluía a Carly Simon, Linda Ronstadt, Britt Eklund y Jimmy Carter no fue publicada.

## Lanzamiento y recepción
Tras pasar la mayor parte de los 70s recibiendo críticas por su "decadencia" e "irrelevancia de sus nuevos materiales", su nueva producción tuvo un excelente recibimiento por parte de la crítica musical y fue calificado como su mejor álbum desde Exile on Main St. de 1972. Del mismo modo se convirtió en un inmenso suceso comercial debutando en los primeros lugares de las listas de los discos más vendidos impulsado por el éxito de sus sencillos «Miss You», «Beast of Burden», «Respectable» (sólo en Reino Unido) y «Shattered». El disco vendió más de 6,000,000 de copias en los Estados Unidos (acreeditándose seis discos de platino) y casi 9,000,000 alrededor del mundo, llegando a ser el material de estudio más exitoso de The Rolling Stones.
En el 2003 la revista Rolling Stone lo colocó en el puesto 269 en su lista de Los 500 mejores álbumes de todos los tiempos.
En el verano de 1978, los Stones se embarcaron en su nueva gira US Tour 1978 en apoyo del álbum, que por primera vez se los vio tocar en pequeños escenarios, a veces bajo un seudónimo. En 1986, la primera versión en disco compacto del álbum fue emitida por el nuevo sello distribuidor de los Stones, Columbia Records. En 1994, con la adquisición del catálogo de Rolling Stones Records por Virgin Records, el álbum fue remasterizado y reeditado con una restauración parcial de la portada original. El primer prensado se empaquetó en una réplica de su empaque original en vinilo. En 2009, el álbum fue remasterizado y reeditado por Universal Music, restaurando el esquema original del color de la cubierta.

### Relanzamiento: Edición Deluxe
En noviembre de 2011, Universal reeditó este disco en 2 CD, el primero con el álbum original remasterizado y el segundo con canciones inéditas que fueron grabadas durante las sesiones de Some Girls y previas a Emotional Rescue (con la excepción de «So Young») aunque algunas habían sido editadas en discos piratas. Por su parte, Keith Richards añadió pistas adicionales de guitarra y piano en algunas canciones sin terminar en Electric Lady Studios de New York para el segundo CD. Una edición Super Deluxe también fue lanzada e incluye un DVD con imágenes en vivo y videos promocionales, un libro de 100 páginas, 5 postales, un cartel y un vinilo de 7" y 180 gramos, réplica del sencillo «Beast of Burden». Las pistas de respaldo se registraron en París entre octubre de 1977 y marzo de 1978, con voces generalmente recién registradas por Mick Jagger, que se registraron durante 2010 y 2011. El álbum alcanzó el puesto #58 en el Reino Unido y el #46 en los Estados Unidos. «No Spare Parts» fue lanzado como sencillo el 13 de noviembre y trepó el puesto n.º 2 en el Billboard Hot Singles Sales. «So Young» fue el segundo sencillo de la reedición de Some Girls, aparecido brevemente gratis en iTunes el mismo día que «So Young» fue lanzado. Un video para «So Young» fue producido y más tarde fue lanzado el 19 de diciembre de 2011. En 2012 fue lanzado por Universal Music Enterprises en formato SHM-SACD solamente en Japón.

## Lista de canciones
Todas las canciones escritas y compuestas por Jagger/Richards, excepto donde se indique. 
| Cara uno |                                                                                |          |  |
| N.º      | Título                                                                         | Duración |  |
| 1.       | «Miss You»                                                                     | 4:48     |  |
| 2.       | «When the Whip Comes Down»                                                     | 4:20     |  |
| 3.       | «Just My Imagination (Running Away with Me)» (Norman Whitfield/Barrett Strong) | 4:38     |  |
| 4.       | «Some Girls»                                                                   | 4:36     |  |
| 5.       | «Lies»                                                                         | 3:11     |  |

| Cara dos |                           |          |  |
| N.º      | Título                    | Duración |  |
| 6.       | «Far Away Eyes»           | 4:24     |  |
| 7.       | «Respectable»             | 3:06     |  |
| 8.       | «Before They Make Me Run» | 3:25     |  |
| 9.       | «Beast of Burden»         | 4:26     |  |
| 10.      | «Shattered»               | 3:48     |  |

- Las copias estadounidenses del álbum en formato de 8 pistas contienen versiones extendidas de «Miss You» y «Beast of Burden» y edita versiones de las canciones «Far Away Eyes», «Shattered» y «Just My Imagination (Running Away with Me)».

### Otras canciones
- «Everything Is Turning to Gold» : lanzada como lado B de «Shattered», fue grabada junto con las otras pistas del álbum y esta acreditada a Jagger/Richards/Wood.[24]

### Disco Bonus del 2011
Todas las canciones escritas y compuestas por Jagger/Richards, excepto donde se indique. 
| CD 2 de la reedición de noviembre de 2011 |                                                                            |          |  |
| N.º                                       | Título                                                                     | Duración |  |
| 1.                                        | «Claudine»                                                                 | 3:42     |  |
| 2.                                        | «So Young»                                                                 | 3:18     |  |
| 3.                                        | «Do You Think I Really Care?»                                              | 4:22     |  |
| 4.                                        | «When You're Gone» (Jagger/Richards/Ron Wood)                              | 3:51     |  |
| 5.                                        | «No Spare Parts»                                                           | 4:30     |  |
| 6.                                        | «Don't Be A Stranger»                                                      | 4:06     |  |
| 7.                                        | «We Had It All»                                                            | 2:54     |  |
| 8.                                        | «Tallahassee Lassie» (Bob Crewe/Frank C. Slay Jr./Frederick A. Picariello) | 2:37     |  |
| 9.                                        | «I Love You Too Much»                                                      | 3:10     |  |
| 10.                                       | «Keep Up Blues»                                                            | 4:20     |  |
| 11.                                       | «You Win Again»                                                            | 3:00     |  |
| 12.                                       | «Petrol Blues»                                                             | 1:35     |  |

## Personal
| The Rolling Stones - Mick Jagger: voz, guitarra eléctrica, coros; piano en «Faraway Eyes»; bonus tracks: piano en «Petrol Blues»; piano eléctrico en «No Spare Parts»; armónica en «When You're Gone» y «Keep Up Blues»; palmas en «Tallahassee Lassie» - Keith Richards: guitarra eléctrica, guitarra acústica, coros, bajo en «Some Girls» y «Before They Make Me Run», voz «Before They Make Me Run», piano en «Faraway Eyes»; bonus tracks: voz en «We Had It All».; piano en «No Spare Parts» y «I Love You Too Much»; piano eléctrico en «You Win Again». - Ron Wood: guitarra eléctrica, guitarra acústica, pedal steel guitar, guitarra slide, coros; bajo y bombo en «Shattered». - Charlie Watts: batería. - Bill Wyman: bajo; sintetizador en «Some Girls»; bonus tracks: marimba en «Don't Be a Stranger». Personal adicional - Sugar Blue: armónica en «Miss You», «Some Girls», «Don't Be a Stranger» y «We Had It All». - Ian McLagan: piano eléctrico en «Miss You» y órgano en «Just My Imagination (Running Away with Me)» - Mel Collins: saxofón en «Miss You». - Simon Kirke: congas en «Shattered». | Técnica y diseño - Chris Kimsey: ingeniero de sonido, masterización. - Ted Jensen: masterización. - The Glimmer Twins: producción. - Peter Corriston: diseño artístico - Hubert Kretzschmar: ilustración Personal adicional en el disco bonus del 2011 - Ian Stewart: piano en «Claudine», «So Young», «Do You Think I Really Care?», «Tallahasse Lassie», «You Win Again» y «Petrol Blues». - Chuck Leavell: Solo de piano en «So Young». - Don Was: bajo en «Don't Be a Stranger» y palmas en «Tallahasse Lassie». - John Fogerty: palmas en «Tallahasse Lassie». - Matt Clifford: percusión en «Don't Be a Stranger». |

## Posición en las listas
| Listas (1978–79)               | Mejor posición |
| ------------------------------ | -------------- |
| Alemania (Media Control)       | 6              |
| Australia (Kent Music Report)  | 3              |
| Austria (Ö3 Austria Top 40)    | 4              |
| Canadá (RPM)                   | 1              |
| España (PROMUSICAE)            | 5              |
| Estados Unidos (Billboard 200) | 1              |
| Francia (SNEP)                 | 2              |
| Italia (FIMI)                  | 6              |
| Japón (Oricon)                 | 11             |
| Noruega (VG-lista)             | 3              |
| Nueva Zelanda (RIANZ)          | 2              |
| Países Bajos (MegaCharts)      | 3              |
| Reino Unido (UK Albums Chart)  | 2              |
| Suecia (Sverigetopplistan)     | 3              |

| Listas (1978)                         | Posición |
| ------------------------------------- | -------- |
| Australia (Kent Music Report)         | 9        |
| Austria                               | 10       |
| Canadá (RPM)                          | 3        |
| Estados Unidos (Billboard Pop Albums) | 43       |
| Francia                               | 26       |
| Italia                                | 25       |
| Países Bajos                          | 22       |
| Reino Unido                           | 26       |

| Listas (1979)                         | Posición |
| ------------------------------------- | -------- |
| Canadá (RPM)                          | 89       |
| Estados Unidos (Billboard Pop Albums) | 22       |

| Listas (2011)                  | Mejor posición |
| ------------------------------ | -------------- |
| Alemania (Media Control)       | 14             |
| Australia (Kent Music Report)  | 93             |
| Austria (Ö3 Austria Top 40)    | 38             |
| Bélgica (Ultratop)             | 83             |
| Canadá (RPM)                   | 60             |
| España (PROMUSICAE)            | 59             |
| Estados Unidos (Billboard 200) | 46             |
| Francia (SNEP)                 | 61             |
| Italia (FIMI)                  | 57             |
| Japón (Oricon)                 | 46             |
| Noruega (VG-lista)             | 39             |
| Nueva Zelanda (RIANZ)          | 33             |
| Países Bajos (MegaCharts)      | 25             |
| Reino Unido (UK Albums Chart)  | 58             |
| Suecia (Sverigetopplistan)     | 41             |
| Suiza (Hitparade)              | 48             |

Sencillos
| Año  | Sencillo          | Listas                      | Posición |
| ---- | ----------------- | --------------------------- | -------- |
| 1978 | «Miss You»        | UK Singles Chart            | 3        |
| 1978 | «Miss You»        | Billboard Hot 100           | 1        |
| 1978 | «Beast of Burden» | Billboard Hot 100           | 8        |
| 1978 | «Respectable»     | UK Singles Chart            | 23       |
| 1979 | «Shattered»       | Billboard Hot 100           | 31       |
| 2011 | «No Spare Parts»  | Billboard Hot Singles Sales | 31       |

## Certificación
| País                  | Certificación | Ventas certificadas |
| --------------------- | ------------- | ------------------- |
| Estados Unidos (RIAA) | 6x Platino    | 6,000,000^          |
| Francia (SNEP)        | Oro           | 100,000^            |
| Grecia                | -             | 15,000              |
| Japón (RIAJ)          | Oro           | 100,000             |
| Nueva Zelanda (RMNZ)  | Platino       | 15,000^             |
| Países Bajos (NVPI)   | Oro           | 50,000^             |
| Reino Unido (BPI)     | Oro           | 100,000^            |

Nota: ^ Cifras de ventas basadas únicamente en la certificación
| Anterior: City to City de Gerry Rafferty | Billboard 200 — Álbumes Nro 1 de 1978 (EE. UU.) 15 de julio de 1978 — 28 de julio de 1978 | Siguiente: Grease (banda sonora) de Varios artistas |